# Szarvas László (labdarúgó)
Szarvas László (1940. október 7. –) magyar labdarúgó, labdarúgóedző. 

## Pályafutása

### Játékosként
Az Elektromosban kezdett futballozni, majd az Újpesti Dózsában szerepelt. 
1963 nyarán a Petőfibányából igazolta át a Nagybátonyi Bányász. 1965-ben két mérkőzésen lépett pályára a magyar élvonalban a Salgótarján játékosaként. Ezt követően ismét a Nagybátonyban játszott. 1969 januárjában átigazolt a Tapolcai Bauxitnányászba.

### Edzőként
1971-től a Tapolcai Bauxitbányász megyei osztályban szereplő tartalék csapatát, majd ifiket edzette. 1974-ben vezetőedzőnek nevezték ki.
Az 1980–81-es NB I-es szezon második felében ő vette át az MTK–VM csapatának irányítását. Tizenhét mérkőzésből csupán kettőt sikerült megnyernie az együttesnek, így kiestek az első osztályból. Ezt követően a magyar válogatottnál volt megfigyelő. Az 1982–83-as szezont a Pécsi MSC csapatának kispadján kezdte, azonban a tavaszi szezonban már Kovács Imre vette át a stafétát, a Pécs jobb gólkülönbségének köszönhetően tudott csak bent maradni az első osztályban. 1983-1984-ben Kínában tevékenykedett utánpótlás edzőként. 1985 nyarán a török Bursa edzője lett. 1986-tól a Vác trénere volt.